# Christa B. Allen
Christa B. Allen, född 11 november 1991 i Wildomar i Kalifornien, är en amerikansk skådespelare. Hon har medverkat i filmerna 13 snart 30, One Wish och Flickvänner från förr. Hon deltar i ABC-serien Revenge, där hon spelar Charlotte Grayson.